# Assedio di Gerusalemme (1099)
L'assedio di Gerusalemme, durato dal 7 giugno al 15 luglio 1099, fu il momento culminante e decisivo della prima crociata. Sotto la guida di Goffredo di Buglione e Raimondo IV di Tolosa, i crociati riuscirono, dopo un breve assedio, a conquistare la città e ad impadronirsi dei luoghi sacri della religione cristiana. Dopo aspri combattimenti all'interno della città contro la guarnigione egiziana, i crociati occuparono e devastarono i luoghi sacri della religione islamica presenti a Gerusalemme e schiacciarono brutalmente ogni resistenza, massacrando sommariamente combattenti e civili musulmani ed ebrei, compresi vecchi, donne e bambini.
La conquista di Gerusalemme completò con uno straordinario successo la prima crociata e permise la costituzione nel Vicino Oriente degli Stati latini cristiani.

## Scenario

### La genesi
L'avanzata di Giovanni I, imperatore di Bisanzio (969-976), in quei territori musulmani definiti come Terra santa, sembrò per un momento dare all'Europa la speranza che potessero tornare in seno alla cristianità; illusione che durò appunto solo un momento.
Rivolte in Libano non permisero a Giovanni I di conquistare anche Gerusalemme e col passar del tempo i musulmani, spinti dai Turchi, nuova forza motrice dell'Islam, si presero la rivincita. L'imperatore Romano IV Diogene venne sconfitto dal sultano Selgiuchide Alp Arslan (il forte leone) a Manzicerta.
Dopo un periodo di avvenimenti torbidi, prese a Bisanzio il potere Alessio I, della dinastia Comnena, il quale, ritenne opportuno schierarsi con il Papa e con l'occidente. Mettendo da parte i dissidi religiosi fra la chiesa orientale e quella occidentale, cercò di sollecitare il papa Urbano II perché chiamasse quanti più cristiani possibili affinché liberassero Gerusalemme. Poco chiare furono sempre quali modalità d'aiuto l'Imperatore bizantino intendesse realmente: con ogni probabilità immense e incontrollabili armate che attraversavano il suo territorio erano l'ultima cosa che il Comneno desiderava. Questo fu alla base dei rapporti sempre altalenanti e conflittuali tra i crociati e i cristiani d'oriente, da qui fino alla fine dell'epopea delle crociate.
Nel novembre del 1095, al concilio di Clermont, accogliendo le richieste del Comneno, il papa lanciò l'appello alla crociata. I primi ad accoglierlo furono una massa di popolani guidati da Pietro l'Eremita e da qualche scalcinato cavaliere, come Gualtieri Senza Averi. Costoro si misero durante il cammino a massacrare gli ebrei nell'Europa dell'est, dando vita al primo Pogrom della storia. Incontrollati com'erano e senza vera esperienza militare, furono subito sterminati dai Turchi in Anatolia.

### La Prima Crociata
L'unica crociata che conquistò Gerusalemme, fu quella in cui non parteciparono sovrani. Filippo I di Francia era scomunicato, Guglielmo II d'Inghilterra, uno dei figli del Conquistatore, era in disaccordo col papa, e quindi la crociata fu guidata da nobili speranzosi di prendersi nuovi territori con le armi, di acquistare fama o sinceramente convinti di servire Dio.
Goffredo di Buglione duca d'Alta Lorena, Raimondo di Saint-Gilles conte di Tolosa, i normanni Boemondo e Tancredi di Taranto, Roberto di Normandia, altro figlio del Conquistatore, che per finanziare la sua impresa vendette i suoi possedimenti al fratello re d'Inghilterra, sono i più noti.
I primi problemi che si crearono furono proprio con l'imperatore bizantino Alessio, che dai baroni crociati voleva un giuramento di fedeltà; costoro erano convinti che il loro aiuto a dei cristiani bisognosi di sostegno, ma pur sempre scismatici, fosse di per sé sufficiente per ottenere da questi tutto il sostegno possibile e una buona dose di gratitudine; Alessio I invece, ben comprendendo che degli occidentali turbolenti e numerosi potevano essere, per il suo impero, più pericolosi dei musulmani, pretendeva che essi combattessero per lui e non autonomamente. D'altro canto l'aiuto bizantino era assolutamente necessario nelle prime fasi dell'avanzata e si raggiunse un'intesa, tramite un giuramento all'occidentale, non del tutto compreso dai greci e ben poco vincolante, secondo i crociati. Ma l'accordo era per il momento salvo, con la promessa che delle terre conquistate, quelle appartenute ai bizantini sarebbero state loro restituite, mentre ogni altro territorio assoggettato sarebbe andato ai nobili occidentali.
Arrivati in Anatolia, Crociati e bizantini sconfissero, nella primavera del 1097, il sultano turco Qilij Arslan I, presero Nicea e si diressero verso la Siria. Sconfitto nuovamente il Turco a Dorileo, i crociati nel 1098, si diressero verso Antiochia. Si dovette procedere ad un difficile assedio, con la continua minaccia dell'arrivo di eserciti di rinforzo turchi. I molti dissidi interni non permisero ai musulmani di recare aiuti alla città favorendo, ora come in seguito, le mire cristiane. L'ancora prestigiosa città cadde nelle mani degli invasori dopo un difficile assedio, infiorettato secondo la tradizione, da molti duelli a singolar tenzone ed eventi miracolosi.
Boemondo, dopo vari dissidi, ottenne il principato di Antiochia, consentendo che parte delle sue truppe, al comando del nipote Tancredi, continuassero l'avanzata verso Gerusalemme, dato che lui, pago del risultato ottenuto, anche se formalmente restava vassallo di Alessio Comneno, si rifiutò di proseguire.
Chi davvero fu scontento fu Raimondo di Saint-Gilles, il quale aveva sempre voluto esser capo della spedizione, giacché era l'unico che partendo rinunciava a qualcosa, il regno di Tolosa; in effetti gli altri ben poco avevano da perdere nel partire, ma solo da guadagnare e basti vedere Boemondo, che già aveva acquisito Antiochia. Al tolosano però toccò solo Tripoli, una città della costa conquistata durante l'avanzata verso Gerusalemme. 
Dopo la conquista di Antiochia nel giugno 1098, i crociati rimasero nell'area per il resto dell'anno.
Il legato pontificio Ademaro di Monteil era morto, e Boemondo di Taranto aveva reclamato Antiochia per se stesso. Baldovino di Boulogne rimase ad Edessa, catturata all'inizio del 1098. Non c'era accordo tra i principi su cosa si doveva fare; Raimondo di Tolosa, frustrato, lasciò Antiochia per intraprendere l'assedio di Ma'arrat al-Nu'man. Verso la fine dell'anno i cavalieri minori e la fanteria minacciavano di partire per Gerusalemme senza di loro.

### L'assedio di Arqa
Alla fine di dicembre o ai primi di gennaio, Roberto di Normandia ed il nipote di Boemondo, Tancredi accettarono di divenire vassalli di Raimondo, che era abbastanza ricco da ricompensarli per il loro servizio.
Goffredo di Buglione, invece, che aveva rendite dal territorio del fratello a Edessa, rifiutò di fare lo stesso.
Il 5 gennaio, Raimondo smantellò le mura di Ma'arra, ed il 13 gennaio iniziò una marcia verso sud, a piedi nudi e vestito da pellegrino, seguito da Roberto e Tancredi.
Procedendo lungo la costa del Mediterraneo essi incontrarono poca resistenza dai governanti musulmani locali, che preferirono fare la pace e fornire vettovaglie piuttosto che combattere.
Forse i locali Sunniti preferivano un controllo crociato al governo degli Sciiti Fatimidi.
Raimondo pensava di prendere Tripoli per se stesso, per creare uno Stato come aveva fatto Boemondo ad Antiochia.
Comunque per prima cosa egli assediò la vicina Arqa.
Frattanto, Goffredo, insieme a Roberto di Fiandra, che pure aveva rifiutato di diventare vassallo di Raimondo, si riunirono con i crociati rimasti a Latakia e si diressero a sud, in febbraio.
Boemondo partì con loro ma presto tornò ad Antiochia.
In questo periodo Tancredi lasciò il servizio di Raimondo e si unì a Goffredo, non si sa quale fu la causa del diverbio.
Un separato contingente di forze, sebbene legato a quello di Goffredo, fu guidato da Gastone IV di Béarn.
Goffredo, Roberto, Tancredi, e Gastone arrivarono ad Arqa in marzo, ma l'assedio continuò.
La situazione era tesa non solo tra i comandanti militari, ma anche nel clero che, dalla morte di Ademaro era rimasto senza un vero leader, ed inoltre dopo che Pietro Bartolomeo aveva trovato la Lancia Sacra in Antiochia, c'erano state accuse di frode tra le differenti fazioni del clero.
Alla fine in aprile Arnolfo di Chocques sfidò Pietro ad un'ordalia del fuoco.
Pietro si sottopose all'ordalia e morì per le ustioni, questo screditò la Lancia Sacra, che fu considerata falsa e la residua autorità di Raimondo sui Crociati.

## L'assedio di Gerusalemme

### Arrivo alla Città Santa
L'assedio di Arqa finì il 13 maggio quando i crociati se ne andarono senza aver ottenuto nulla.
I Fatimidi tentarono di concludere la pace, a condizione che i crociati non continuassero verso Gerusalemme, ma ovviamente furono ignorati; Iftikhar al-Dawla, il governatore Fatimide di Gerusalemme, apparentemente non comprese il motivo per cui i crociati erano venuti.
Il 13 andarono a Tripoli dove ricevettero denaro e cavalli dal governatore della città che, secondo la cronaca anonima Gesta Francorum, fece anche voto di convertirsi al cristianesimo se i crociati fossero riusciti a togliere Gerusalemme ai suoi nemici Fatimidi.
Continuando verso sud lungo la costa, i crociati passarono Beirut il 19 maggio, Tiro il 23 maggio, e voltando verso l'interno a Giaffa, il 3 giugno raggiunsero Ramla, che era già stata abbandonata dai suoi abitanti.
Qui fu istituita la diocesi di Ramlah-Lidda, nella chiesa di San Giorgio (un eroe popolare fra i crociati) prima che essi continuassero per Gerusalemme.
Il 6 giugno, Goffredo inviò Tancredi e Gastone a conquistare Betlemme, dove Tancredi innalzò il suo stendardo sulla Basilica della Natività.
Il 7 giugno i crociati raggiunsero Gerusalemme. Molti urlarono quando videro la città per raggiungere la quale avevano viaggiato così a lungo.
Come ad Antiochia la città fu posta sotto assedio, probabilmente i crociati stessi soffrirono più dei cittadini di Gerusalemme, a causa della carenza di cibo ed acqua attorno a Gerusalemme.
La città era ben preparata all'assedio, ed il governatore Fatimide Iftikhar al-Dawla aveva espulso la maggior parte dei Cristiani.
Degli stimati 7000 cavalieri che avevano preso parte alla Crociata dei Principi ne restavano solo 1500 circa, insieme con forse 20000 fanti dei quali 12000 ancora in buona salute.
Goffredo, Roberto di Fiandra e Roberto di Normandia (che pure aveva lasciato Raimondo per unirsi a Goffredo) assediarono le mura da nord a sud fino alla Torre di Davide, mentre Raimondo si accampò sul lato occidentale, dalla Torre di Davide al Monte Sion. Un assalto diretto alle mura il 13 giugno fu un fallimento. Senza acqua o cibo, sia gli uomini che gli animali stavano rapidamente morendo di sete e fame, i crociati si resero conto che il tempo non era dalla loro parte.
Finalmente il 17 giugno giunsero via mare a Giaffa rinforzi genovesi, che portarono rifornimenti sufficienti per un breve periodo e macchine d'assedio, costruite sotto la supervisione di Guglielmo Embriaco; con i Genovesi le forze cristiane arrivavano a 15000 uomini, i musulmani all'interno della città forse a 7000
I crociati inoltre iniziarono a raccogliere legno dalla Samaria allo scopo di costruire macchine da assedio.
Essi erano ancora a corto di cibo ed acqua, e per la fine di giugno arrivò la notizia che un esercito fatimide si dirigeva a nord dall'Egitto.

### La processione a piedi nudi
Trovandosi a fronteggiare un obiettivo apparentemente impossibile, i loro spiriti furono risollevati quanto un prete di nome Pietro Desiderio dichiarò di aver ricevuto una visione divina nella quale il fantasma di Ademaro aveva dato istruzioni di digiunare per tre giorni e poi marciare a piedi nudi, in processione attorno alle mura della città, dopo di che, la città sarebbe caduta in nove giorni, seguendo l'esempio biblico di Giosuè all'assedio di Gerico.
Sebbene stessero già morendo di stenti, essi digiunarono, e l'8 luglio fecero la processione, con i preti che suonavano le trombe e cantavano i salmi, scherniti dai difensori di Gerusalemme per tutto il tempo.

La processione si fermò al Monte degli Ulivi e Pietro l'eremita, Arnolfo di Chocques e Raimondo di Aguilers pronunciarono dei sermoni.

### L'assalto finale

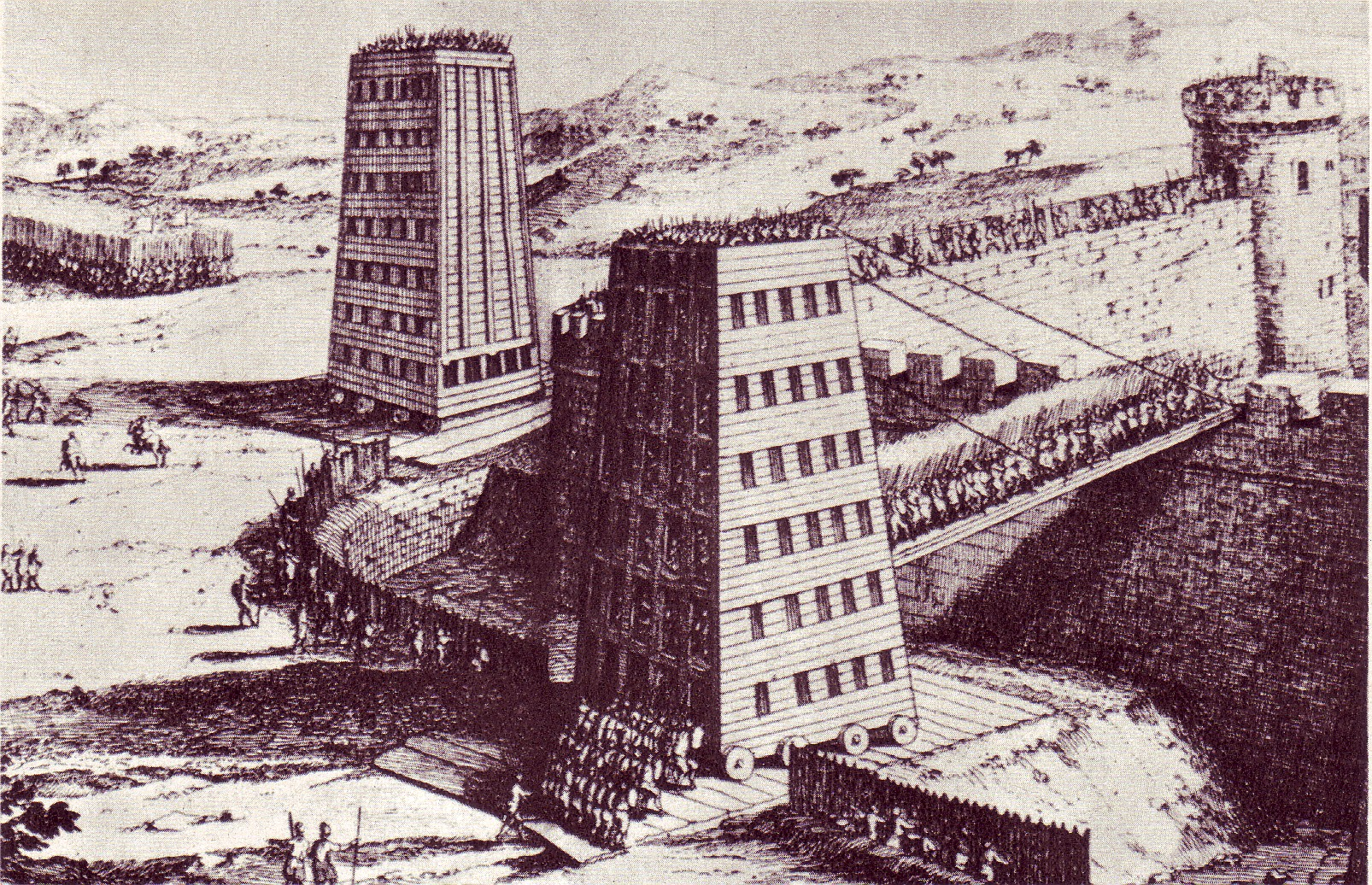
Le torri d'assedio usate a Gerusalemme nel 1099 per espugnare la città.

Durante l'assedio erano stati portati vari assalti alle mura, tutti respinti.
Ma le truppe Genovesi, comandate da Guglielmo Embriaco, smantellarono le navi con le quali erano giunti in Terra santa; Embriaco, usando il legno delle navi, costruì alcune torri d'assedio.
Queste furono spinte verso le mura nella notte del 14 luglio con grande sorpresa e preoccupazione dei difensori.
Raimondo avrebbe attaccato dalla porta vicino al monte Sion e Goffredo e Guglielmo di Normandia da nord.
L'assalto riuscì piuttosto facilmente, la mattina del 15 luglio la torre di Goffredo raggiunse la sezione di mura vicino alla porta dell'angolo nord-est, e secondo le Gesta due cavalieri fiamminghi di Tournai, Lethalde ed Engelbert, furono i primi ad irrompere nella città, seguiti da Goffredo, suo fratello Eustachio, Tancredi, ed i loro uomini.
La torre di Raimondo fu inizialmente fermata da un fosso, ma poiché gli altri crociati erano ormai dentro la città, i musulmani a guardia della porta si arresero a Raimondo.

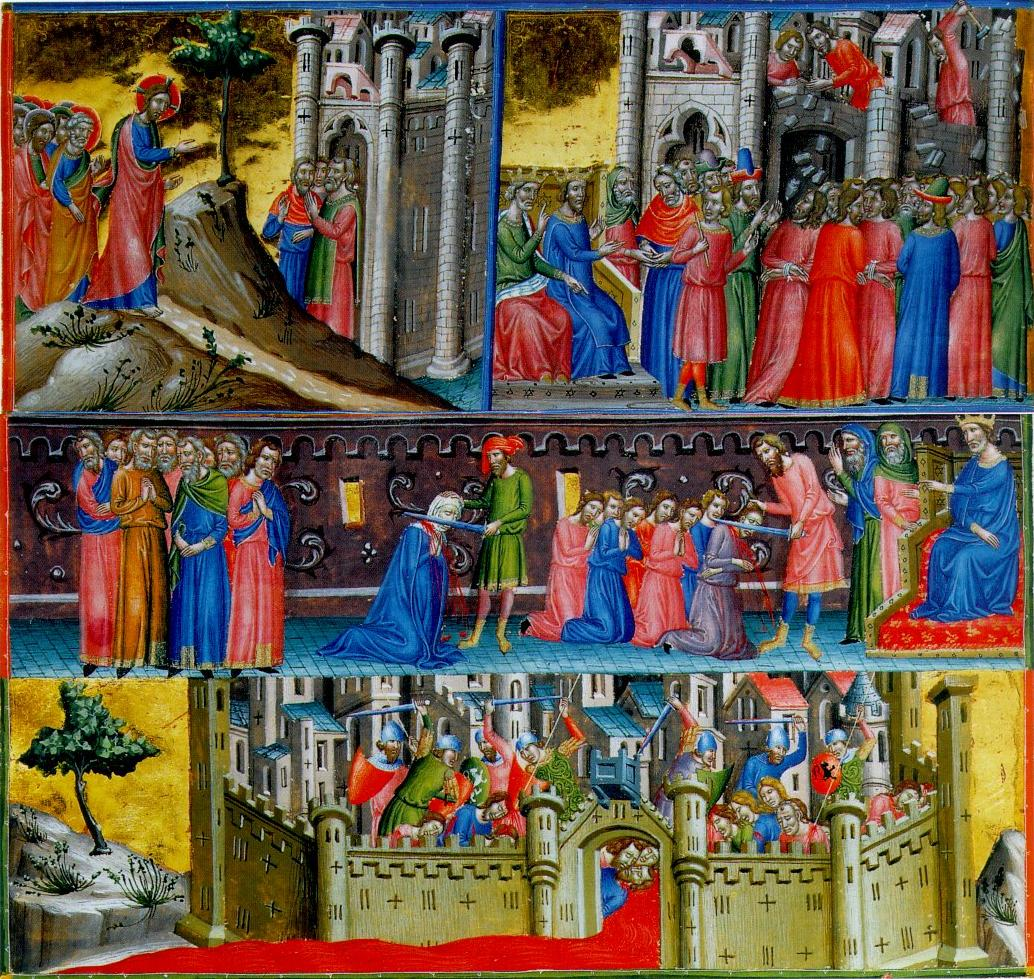
Sopra: Gesù a Gerusalemme; distruzione del Tempio.
Nel mezzo: Decapitazione dei giudei.
Sotto: I Crociati conquistatori della città lavano le offese in fiumi di sangue.
Rappresentazione del 1200 circa.

Dopo che i crociati, superate le mura esterne, furono entrati nella città, si diedero al massacro, quasi tutti gli abitanti di Gerusalemme furono uccisi nel corso di quel pomeriggio, della sera e della mattina successiva.
Molti musulmani cercarono riparo nella Moschea al-Aqsa dove, secondo un famoso racconto delle Gesta Francorum, "...la carneficina fu così grande che i nostri uomini camminavano nel sangue che arrivava fino alle caviglie..."
Secondo Raimondo di Aguilers "gli uomini cavalcavano con il sangue fino alle ginocchia ed alle redini." Fulcherio di Chartres, che non fu testimone oculare dell'assedio in quanto si trovava con il futuro re Baldovino I ad Edessa, narra di 10 000 morti solo nell'area del Monte del Tempio.
La cronaca di Ibn al-Qalanisi afferma che i difensori ebrei, che avevano combattuto fianco a fianco con i soldati musulmani nella difesa della città, si ritirarono non appena i crociati aprirono una breccia nelle mura esterne, cercando rifugio nella loro sinagoga, ma i "Franchi la bruciarono sopra le loro teste", uccidendo tutti coloro che erano dentro.
I crociati accerchiarono l'edificio in fiamme cantando "Cristo, Ti adoriamo!". Documentazione proveniente dalla Geniza del Cairo indica che alcuni degli ebrei catturati riuscirono a riparare ad Ascalona dietro riscatto pagato dalla locale comunità ebraica.
Tancredi reclamò per se stesso il quartiere del Tempio dove offrì protezione ad alcuni dei musulmani, ma non poté impedire la loro morte per mano dei crociati suoi seguaci.
Il bilancio varia a seconda delle fonti: per i cristiani, 10 000 morti, per i musulmani, 70 000.
Il governatore fatimide Iftikhar al-Dawla si ritirò nella Torre di Davide, che presto consegnò a Raimondo in cambio di un salvacondotto per sé e le sue guardie ad Ascalona.
Le Gesta Francorum raccontano che qualcuno riuscì a sfuggire all'assedio illeso. Il suo anonimo autore, testimone oculare, scrive, "Quando i pagani furono sopraffatti, i nostri uomini fecero un gran numero di prigionieri, uomini, donne e perfino bambini, che uccisero o tennero in cattività, secondo i loro desideri." Più avanti è scritto, "[I nostri capi] inoltre ordinarono che tutti i morti Saraceni fossero gettati fuori a causa del terribile fetore, poiché l'intera città era piena dei loro corpi; e così i saraceni sopravvissuti trascinarono i morti davanti alle porte e li sistemarono in mucchi, che sembravano case. Nessuno aveva mai visto o sentito di un tale massacro di pagani, furono innalzate pire funerarie simili a piramidi, e solo Dio conosce il loro numero. Ma Raimondo fece in modo che l'Emiro e quelli che erano con lui fossero condotti sani e salvi ad Ascalona."
Benché i crociati avessero ucciso la maggior parte dei residenti ebrei e musulmani, i racconti dei testimoni oculari (Gesta Francorum, Raimondo di Aguilers, documenti della Geniza del Cairo) indicano che ad una parte di essi fu risparmiata la vita, purché lasciassero Gerusalemme.
Tali racconti, inoltre, escludono l'ipotesi di uccisioni perpetrate dai crociati ai danni dei cristiani orientali. Parimenti le successive fonti della cristianità orientale sulla prima crociata, quali Matteo di Edessa, Anna Comnena o Michele il Siro, non ne fanno menzione. Secondo un'anonima cronaca siriana, tutti i cristiani erano stati espulsi dalla città prima dell'arrivo dei crociati, probabilmente per evitare un'eventuale collusione con gli assedianti.
Le Gesta Francorum narrano che il 9 agosto, tre settimane e mezzo dopo l'assedio, Pietro l'Eremita invitò tutto il clero greco e latino a intraprendere una processione alla Basilica del Santo Sepolcro, a riprova del fatto che parte del clero orientale restò a Gerusalemme, o nei suoi pressi, durante l'assedio. Nel novembre 1100, quando Fulcherio di Chartres accompagnò personalmente Baldovino I in visita alla città, entrambi furono salutati dal clero e dai fedeli latini e greci, indicando una presenza cristiano-orientale in città un anno dopo l'assedio.

## Conseguenze

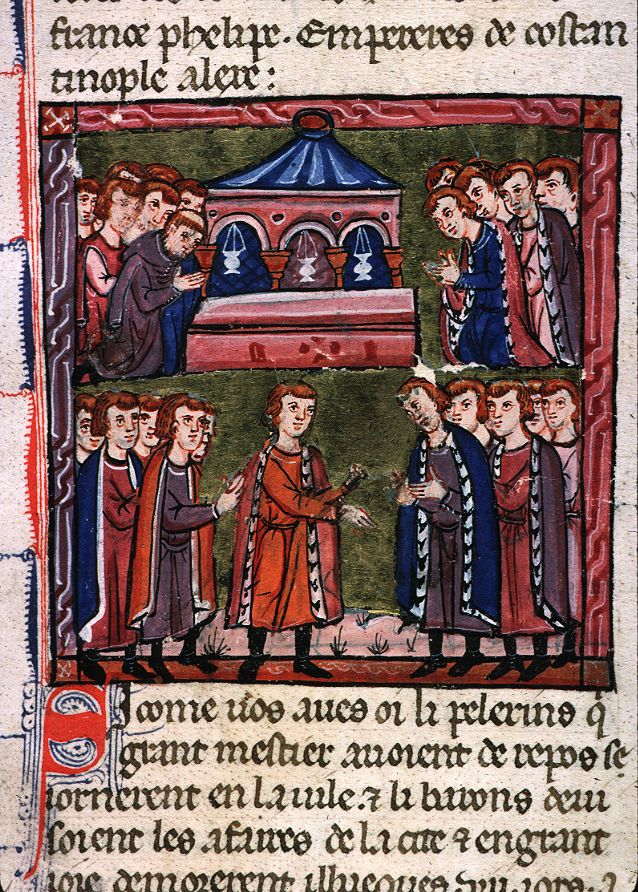
Goffredo di Buglione è eletto Advocatus Sancti Sepulchri, da un manoscritto realizzato attorno al 1280.

Dopo il massacro, il 22 luglio, Goffredo di Buglione fu nominato Advocatus Sancti Sepulchri (Difensore del Santo Sepolcro), rifiutò il titolo di re della città dove Cristo era morto, asserendo che "mai avrebbe portato una corona d'oro laddove Cristo l'aveva portata di spine". Alla sua morte, avvenuta nel 1100, divenne re suo fratello Baldovino, col nome di Baldovino I.
Raimondo aveva rifiutato qualunque titolo, e Goffredo lo convinse a rinunciare anche alla Torre di Davide.
Raimondo allora andò in pellegrinaggio, ed in sua assenza Arnolfo di Chocques, che era stato avversato da Raimondo che sosteneva invece Pietro Bartolomeo, fu eletto primo Patriarca Latino il 1º agosto (le rivendicazioni del Patriarca Greco furono ignorate).
Il 5 agosto, Arnolfo dopo aver consultato gli abitanti della città sopravvissuti, trovò la reliquia della Vera Croce.
Il 12 agosto, Goffredo guidò un esercito, con la Vera Croce portata all'avanguardia, contro l'esercito fatimide alla Battaglia di Ascalona.
Fu un altro successo dei crociati, ma dopo la vittoria, la maggior parte di loro considerò compiuto il loro voto, e tutti, tranne poche centinaia, tornarono a casa.
Nondimeno, la loro vittoria preparò la strada per la creazione del Regno di Gerusalemme.
Le nuove conquiste, definite (d')"Outremer", crearono dei presupposti d'incontro, quando non si era in guerra, fra i cristiani e i musulmani, che impararono a convivere, sia pure con reciproche difficoltà e diffidenze.
Gerusalemme rimase cristiana fino al 1187, quando venne riconquistata dal sultano curdo Saladino, della dinastia degli Ayyubidi; nel 1291 il sultano turco mamelucco d'Egitto al-Ashraf Khalil, conquistò San Giovanni d'Acri, ultima roccaforte cristiana in Oriente
L'assedio divenne presto leggendario e nel XII secolo divenne il soggetto della Chanson de Jérusalem, una delle maggiori chanson de geste del Ciclo della crociata.